# 都苗北宋瓷窑址
都苗北宋瓷窑址，位于中国广东省肇庆市封开县长岗镇都苗村，为封开县的一个县级文物保护单位，类型为古遗址，公布时间为1979年9月22日。
都苗北宋瓷窑址的历史年代为宋代。